# Quartier Dudweiler
Le quartier Dudweiler est l'un des quatre arrondissements de la capitale sarroise, Sarrebruck.

## Structure de Dudweiler
- 31 Dudweiler
  - 311 Dudweiler-Nord
  - 312 Dudweiler-Mitte
  - 313 Flitsch
  - 314 Kitten
  - 315 Pfaffenkopf
  - 316 Geisenkopf
  - 317 Dudweiler-Süd
  - 318 Wilhelmshöhe-Fröhn
- 32 Jägersfreude
- 33 Herrensohr
- 34 Scheidt
  - 341 Scheidt
  - 342 Scheidterberg